# Ada Tepe
Ada Tepe est une colline de la chaîne des Rhodopes située à 4 km de Kroumovgrad, dans le Sud de la Bulgarie. Sa richesse en or a été exploitée dès l'âge du bronze. Il s'agit d'électrum, un alliage d'or et d'argent dont la proportion est ici de 3:1 et qui est seulement contaminé par des traces d'arsenic. La montagne en elle-même est essentiellement formée par des sédiments du Maastrichtien (66 à 72 millions d'années) reposant sur des orthogneiss âgés d'un peu plus de 300 millions d'années.

## Exploitation minière

### Gisement
L'importance du gisement d'or d'Ada Tepe est estimée à 6,15 Mt de minerai avec 4,6 grammes d'or par tonne. Sa formation est liée à l'orogenèse alpine et à celle des Rhodopes. Dans ce secteur, cette phase a été suivie par une autre phase de relâchement de la compression et d'extension associée à du volcanisme, il y a 35,0 ± 0,2 millions d'années. C'est à cette époque que l'or s'est déposé dans des roches sédimentaires lors du soulèvement d'un dôme métamorphique avec une minéralisation épithermale (dans une eau chaude et à faible profondeur) de type basse sulfidation. La cristallisation s'est produite entre 200 et 250 m sous la surface, voire moins, à une température proche de 180 à 200 °C dans une eau bouillante. Le dépôt s'étend sur une longueur de 600 m et une largeur de 300 à 350 m. L'or s'est rassemblé dans un corps tabulaire pratiquement horizontal juste au-dessus de la faille de décollement, ainsi que dans des failles verticales,. C'est une localisation un peu inhabituelle car les gisements d'or primaires sont généralement liés à des roches magmatiques.

### Projet minier
À l'issue de travaux de prospection, le gouvernement bulgare a accordé une concession d'exploitation en novembre 2011 à Balkan Mineral and Mining, une filiale de Dundee Corporation (en), pour ouvrir une mine à ciel ouvert. L'investissement nécessaire est évalué à 130 millions de dollars sur neuf ans pour un sous-sol contenant du minerai pour une valeur estimée à 1 milliard d'euros. Une partie de la population locale s'est toutefois opposée à ce projet en raison de l'absence d'une politique de développement durable et de la crainte d'une contamination par des cyanures de la Krumovitsa (en) et donc de l'eau potable pour la ville et l'irrigation des champs.

## Site archéologique

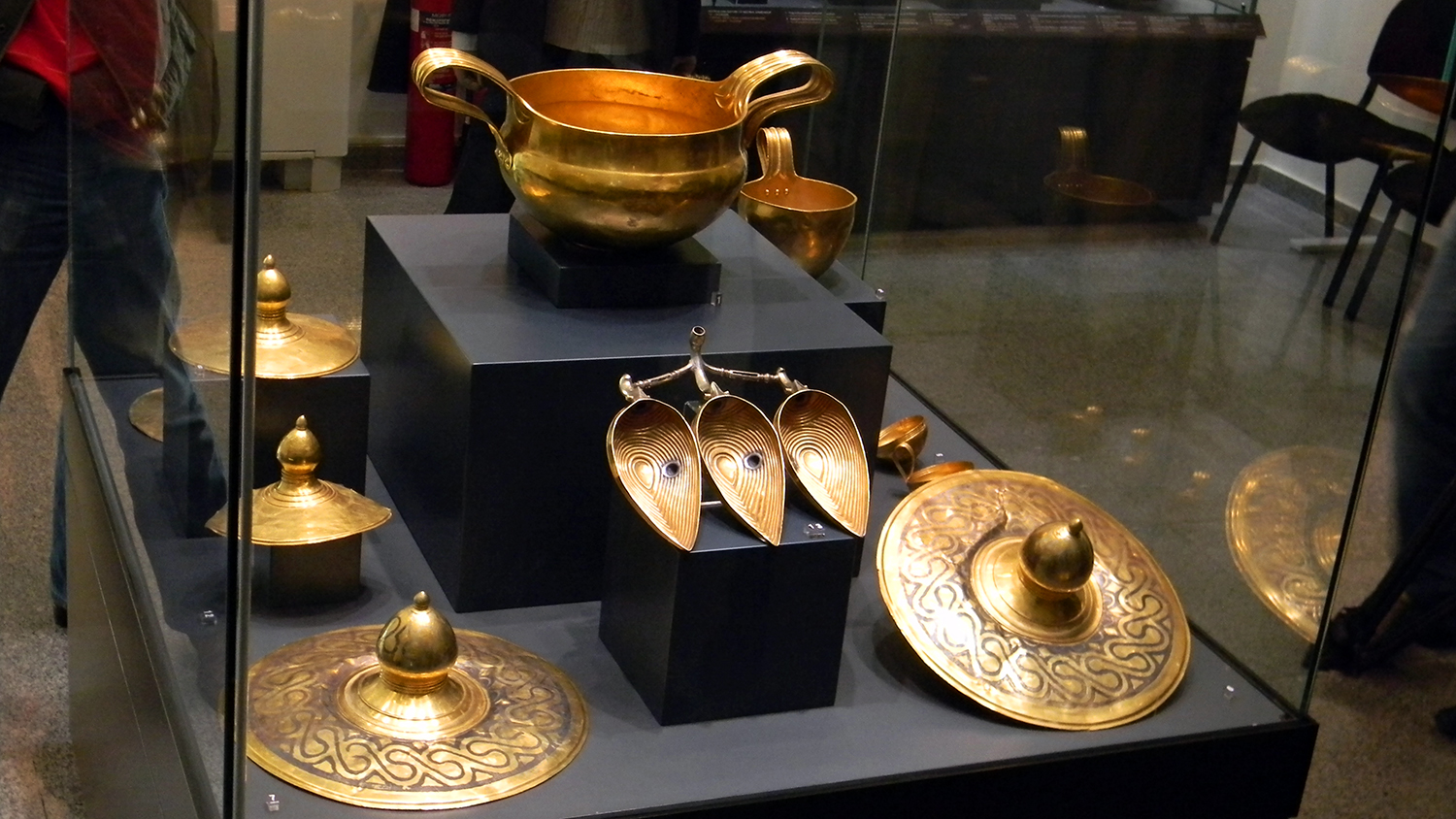
Le, objets en or de 1300 av. J.C produits à partir d'or alluvial

Des recherches archéologiques de sauvetage ont été menées dans le cadre d'une éventuelle exploitation minière. Elles ont d'abord porté sur un petit sanctuaire thrace de 2001 à 2006, puis sur les traces d'exploitation de l'or à partir de 2005. Les recherches ont révélé que le site a été exploité dès l'âge du bronze (vers 1500 av. J.-C.), ce qui en fait la plus ancienne mine d'or connue en Europe, et que l'exploitation a duré jusqu'au début de l'âge du fer (fin vers -1000 ou -700). Le site d'extraction correspond à la partie supérieure de la colline. Sur le flanc est, pratiquée à ciel ouvert, elle a pris des dimensions industrielles, comme le montrent les tas de gravats s'empilant sur plus de 10 mètres. Les autres flancs présentent aussi des signes d'exploitation, mais de taille plus réduite avec en particulier des galeries ouvertes sur le côté sud-ouest. Un village a été construit au sommet de la colline avec un mur de fortification en pierres. Malgré la grande teneur en or du terrain environnant, le village ne semble pas avoir profité de cette richesse. Les vestiges archéologiques trouvés incluent des outils en pierre et des poteries de la fin de l'âge du bronze.
Alors que la Thrace antique est réputée pour la richesse en or de ses trésors (trésor de Valchitran (en), trésor de Panagjurište (it)), il s'agit du premier site découvert pouvant constituer une source éventuelle de cet or.

### Méthode ancestrale
Les archéologues ont essayé de reconstituer la méthode utilisée pour extraire le minerai. En chauffant le filon de quartz au feu pendant 24 heures, ils l'ont rendu plus cassant et l'ont ensuite broyé en une farine fine qu'ils ont lavée avec de l'eau. Ils ont ainsi obtenu 30 g d'or à partir de 350 kg de minerai.